# Stadion Al-Olympique
Stadion Al-Olympique – stadion piłkarski w Az-Zawiji, w Libii. Obiekt może pomieścić 14 000 widzów. Swoje spotkania rozgrywają na nim piłkarze klubu Al-Olympique Az-Zawija.